# Morirò da re
«Morirò da re» es una canción interpretada por la banda italiana Måneskin, incluida en su primer álbum de estudio, Il ballo della vita (2018). Fue compuesta y producida por los cuatro integrantes de la agrupación, Damiano David, Ethan Torchio, Thomas Raggi y Victoria De Angelis. La canción fue lanzada como el primer sencillo del álbum el 23 de marzo de 2018 bajo la distribución de Sony Music y RCA Records.
La canción fue un éxito en Italia, donde alcanzó la segunda posición de su lista semanal de éxitos y consiguió triple disco de platino. Su videoclip fue dirigido por los italianos Antonio Usbergo y Niccolò Celaia, y publicado el 26 de marzo de 2018 a través de YouTube.

## Composición y lanzamiento
«Morirò da re» fue compuesta y producida conjuntamente por todos los integrantes de la banda, Damiano David, Ethan Torchio, Thomas Raggi y Victoria De Angelis. La canción fue escrita durante los días de descanso de su gira tras la culminación de novena temporada de la versión italiana del programa The X Factor. Según la banda, su letra habla sobre la redención y explicó: «Del mal, puede nacer el bien. El bien puede nacer de creer en uno mismo y nunca rendirse. Con nuestra arrogancia erróneamente juzgada, queremos enviar un mensaje a nuestra generación: sé seguro de ti mismo». «Morirò da re» fue lanzada como su segundo sencillo el 23 de marzo de 2018 a través de Sony Music y RCA Records, y marcó su primera canción lanzada en italiano, ya que para entonces la banda solo había publicado temas en inglés.

## Rendimiento comercial
«Morirò da re» debutó en la segunda posición del listado semanal de éxitos de Italia durante la semana del 29 de marzo de 2018, igualando la posición obtenida por el sencillo anterior de la banda, «Chosen». La canción logró permanecer 48 semanas consecutivas dentro del listado y fue certificada por la Federación de la Industria Musical Italiana (FIMI) con triple disco de platino tras exceder las 150 mil unidades vendidas en el país.
Tras la victoria de Måneskin en el Festival de la Canción de Eurovisión 2021, «Morirò da re» ingresó al listado semanal de las canciones más descargas de Grecia en la posición número 12. También ingresó al conteo semanal de éxitos de Lituania en el puesto número 6.

## Vídeo musical
El videoclip de la canción fue dirigido por los italianos Antonio Usbergo y Niccolò Celaia, y publicado el 26 de marzo de 2018 a través del canal de Måneskin en YouTube. El vídeo comienza con los integrantes de la banda en una caravana maquillándose y consumiendo distintas sustancias, para posteriormente trasladarse a un teatro donde se lleva a cabo un espectáculo de personas con talentos inusuales.

## Posicionamiento en listas

### Semanales
| Grecia   | Digital Singles Chart | 12  |
| Italia   | Top Singoli           | 2   |
| Lituania | AGATA TOP 100 Chart   | 6   |
| Portugal | AFP Top 100           | 143 |

### Certificaciones
| País   | Organismo certificador | Certificación | Ventas certificadas | Ref.  |
| ------ | ---------------------- | ------------- | ------------------- | ----- |
| Italia | FIMI                   | 3× Platino    | 150 000             | [ 4 ] |